# Émile Biasini
Pour les articles homonymes, voir Biasini.
Émile-Joseph Biasini, né le 31 juillet 1922 à Noves (Bouches-du-Rhône) et mort le 2 juillet 2011 à Paris 5e,, est un administrateur civil et homme politique français.

## Biographie
Après des études de droit à l'Université d'Aix-Marseille et à Paris, il est breveté de l'École nationale de la France d'outre-mer.
Gaulliste de la résistance, et pas de la politique, il commence sa carrière coloniale d'administrateur de la France d’outre-mer au Bénin et en Guinée et au Tchad, notamment comme directeur de cabinet de Charles-Henri Bonfils, gouverneur de Guinée.
Après la décolonisation, il fait partie des fonctionnaires coloniaux qui participent à la naissance du ministère des Affaires culturelles. Conseiller technique d’André Malraux en 1960, celui-ci le nomme le 11 décembre 1961, directeur du Théâtre, de la Musique et de l'Action culturelle au ministère des Affaires culturelles. À cette fonction, il met en place les maisons de la Culture avant d'être remercié brutalement par le ministre d'État en 1966, Malraux nommant Landowski à la direction de la musique quand Biasini soutient Boulez.
En 1967, il devient délégué interministériel pour la télévision en couleurs, puis à partir de septembre 1967 est nommé au poste de Directeur de la Télévision au sein l'ORTF, où il impose notamment les Shadoks. En juin 1968, il démissionne par opposition à la « chasse aux sorcières » qui suit les événements de Mai.
Réintégré au ministère de l'Économie et des Finances, ayant perdu la confiance de Pompidou, il devient administrateur (1968) puis président-directeur général (1970-1974) de la Compagnie française de la télévision. Entre 1970 et 1985, il est également, à la demande Jacques Chaban-Delmas, le deuxième président de la Mission interministérielle pour l'aménagement de la côte Aquitaine (MIACA) après Philippe Saint-Marc.

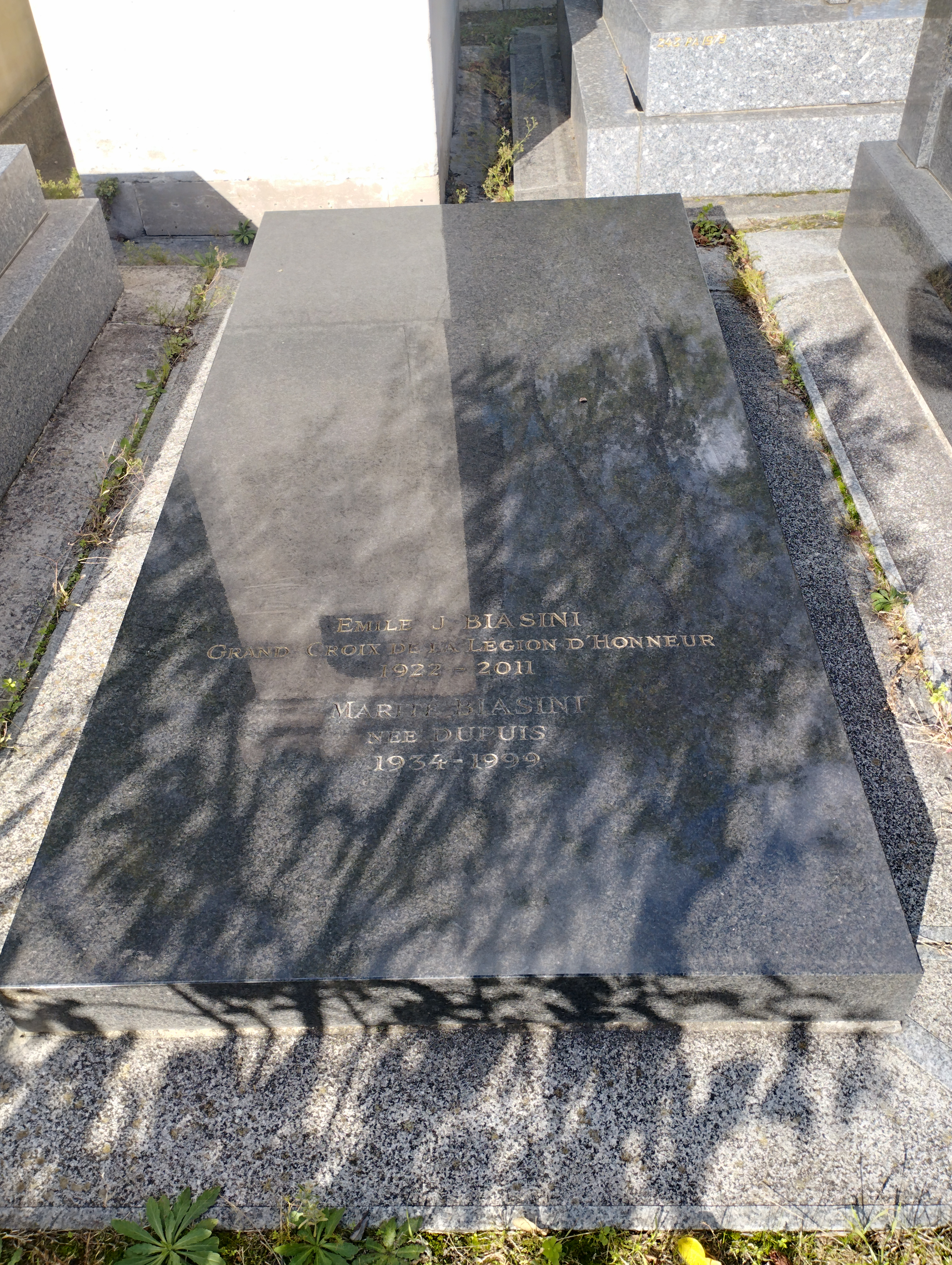
Tombe d'Émile Biasini au cimetière du Montparnasse (division 13).

Cette cheville ouvrière de la constitution du ministère des Affaires culturelles est appelée par François Mitterrand pour conduire les Grands Travaux présidentiels. Il prend d'abord en charge le Grand Louvre comme président de l'établissement public à partir de septembre 1982, en conflit avec Jack Lang, et créant la polémique en assumant le choix de Pei avant d'entrer au Gouvernement.
Nommé le 13 mai 1988 (jusqu'au 2 avril 1992) secrétaire d'État chargé des Grands travaux, auprès du Ministre de la Culture et de la Communication au sein du Gouvernement Michel Rocard (1) et (2) puis du Gouvernement Édith Cresson, il donne corps au projet voulu par François-Mitterrand de la Bibliothèque nationale de France (qui fut longtemps surnommée par la presse Très Grande Bibliothèque), entre 1988 et 1993.
Proche de Mitterrand, il l'aurait influencé, selon Pierre Péan et Christophe Nick, quant au choix de Francis Bouygues pour la prise de contrôle de TF1 privatisée.
En avril 2000, il devient président de la Maison des Cultures du Monde, à la suite de Jean Duvignaud.
Il est inhumé au cimetière du Montparnasse (division 13).

## Ouvrages
- Hommage à Emile Biasini, administrateur et bâtisseur, compte-rendu de la table ronde tenue le 26 mars 2012, Comité d'histoire du Ministère de la Culture, 2012, 62 p. Lire la publication dans son intégralité sur le site du Comité d'histoire du ministère de la Culture et de la Communication
- L'Invention du Grand Louvre, avec Ieoh Ming Pei et Jean Lacouture, Paris, Odile Jacob, 2001  (ISBN 2-7381-1020-7)
- Sur Malraux. Celui qui aimait les chats, Paris, Odile Jacob, 1999 -  (ISBN 2-7381-0725-7)
- L'Afrique et nous, Paris, Odile Jacob, 1998 -  (ISBN 2-7381-0645-5)
- Grands Travaux. De l’Afrique au Louvre, Paris, Odile Jacob, 1995 -  (ISBN 2-7381-0294-8)

- Prix Robert-Cornevin de l’Académie des sciences d’outre-mer
- Le Grand Louvre, métamorphose d'un musée : 1981-1993, avec Jean Lebrat, Dominique Bezombes et Jean-Michel Vincent, Electa "Moniteur", Paris, 1989 -  (ISBN 2-866-53061-6)
- "Action culturelle et communauté", octobre 1959, rapport dactylographié, 19 pages
- Action culturelle An I : 1961-1962, Direction du théâtre, de la musique et de l'action culturelle, Ministère d'État chargé des affaires culturelles, octobre 1962, rapport dactylographié 15 pages.
- MA Rauch, "Le Bonheur d’entreprendre, enquête sur le rôle des anciens administrateurs de la FOM dans la construction du ministère des Affaires culturelles", La Documentation Française/Ministère de la culture, Paris, 1998, 196 pages.